# Śmiercionośny ładunek (film 1972)
Śmiercionośny ładunek (ang. Rage) – amerykański thriller z 1972 roku w reżyserii George'a C. Scotta (jego debiut reżyserski). Fabuła filmu inspirowana jest tzw. "incydentem na poligonie Dugway" w 1968 roku.   

## Fabuła
Pewnej nocy ranczer Dan Logan wraz ze swoim nastoletnim synem Chrisem zostają poddani działaniu gazu bojowego, przez przypadek rozpylonego przez wojskowy śmigłowiec nad miejscem ich obozowania. Nieświadomy niczego Dan po przebudzeniu odkrywa, że wszystkie jego owce są martwe, a syn nieprzytomny. Zawozi go do miejscowego szpitala, nie zdając sobie sprawy z tego, co się stało – obydwaj przyjęli śmiertelną dawkę trucizny. Wkrótce wojskowi lekarze przejmują kontrolę nad obydwoma pacjentami o niczym ich nie informując i bagatelizując przed nimi ich stan. Po kilku dniach zaniepokojony sytuacją Dan odkrywa zwłoki swojego syna w szpitalnej kostnicy. Nie jest do końca pewien co się stało, ale zdesperowany postanawia wziąć odwet na sprawcach śmierci jego syna. Ucieka ze szpitala i zaopatruje się w broń i materiały wybuchowe. Niszczy pobliski, tajny ośrodek badań nad bronią chemiczną (o którym wszyscy w okolicy doskonale wiedzą) i próbuje zaatakować nieodległą bazę wojskową. Nie zdąża – śmiertelnie chory, pada przy ogrodzeniu bazy.

## Obsada
- George C. Scott – Dan Logan
- Richard Basehart – dr Roy Caldwell
- Martin Sheen – mjr Holliford
- Barnard Hughes – dr Spencer
- Nicolas Beauvy – Chris Logan
- Paul Stevens – płk William Franklin
- Stephen Young – mjr Reintz
- Kenneth Tobey – płk Alan A. Nickerson
- Robert Walden – dr Tom Janeway
- William Jordan – mjr Cooper
- Dabbs Greer – dr Thompson
- John Dierkes – Bill Parker
- Bette Henritze – Sarah Parker
- Lou Frizzell – J.T. "Spike" Boynton (weterynarz)
- Ed Lauter – Simpson
- Terry Wilson – kierowca uprowadzony przez Logana
- Fielding Greaves – dr Walter Steenrod

i in. 